# Tis v Jamném
Tis v Jamném nad Orlicí je dávno odumřelý památný strom, jehož nezvyklý totemu podobný kmen ale pro jeho stáří a množství pověstí místní obyvatelé chrání, takže je na kraji obce k vidění doposud. Místu se dokonce říká U tisu.

## Základní údaje
- název: Tis v Jamném
- výška: ?
- obvod: ?
- věk: 800 let (podle pověsti)
- sanace: pouze upevnění torza kmene

## Stav stromu a údržba
Tis zanikl pravděpodobně koncem 19. století, v současnosti je jen suchým torzem s pozůstatky větví na vrcholu. Kmen je výrazně zduřelý, snad od nějaké choroby, která jej zachvátila. Poblíž starého torza roste mladší tis, který je plně vitální. Ten byl dovezen z Palestiny a aktuálně je starý přibližně 117 let.

## Historie a pověsti
Tis byl podle pověsti vysazen v době křižáckých výprav. Roku 1189 se do svaté země vydala česká křížová výprava pod vedením knížete Děpolta II. K výpravě se přidal i jeden z místních mládenců. Nakonec ale skončila fiaskem a vrátilo se sotva dvacet polomrtvých mužů. Mezi nimi i místní krajan, který z výpravy dovezl semínko posvátného tisu, který pěstovali křesťané v Palestině jako strom, z jehož dřeva byl vyroben Ježíšův kříž. Z těchto důvodů byl tis považován za posvátný a byla mu připisována léčivá a kouzelná moc: Měl ochraňovat před umrznutím, neštěstím a být součástí elixíru neviditelnosti.
Další příběh pochází z přelomu 17. a 18. století, kdy Fabián Filip na pozemku u tisu se svými syny nakládal kamení. Pod jedním z kamenů našli hliněný hrnec plný zlatých a stříbrných mincí, prý z doby Přemysla Otakara II. Podle kroniky byl za tento nález každému ze čtyř synů koupen statek.
Roku 1860 se při překopávání pozemku našel starý váček plný tenkých stříbrných mincí. Nálezci pozemek nepatřil, a tak raději nález zatajil a mince prodal za 20 zlatých kupci Šlemrovi z Jablonného. Teprve potom se nálezce svěřil majiteli pozemku, který na něm ještě několik mincí našel. Podle nich se potvrdilo, že šlo o české groše Václava II.
Na konci 18. století se chtěli dva zloději obohatit cenným dřevem tisu. V noci se ke stromu vypravili s pilou a sekyrou, ale když zařízli, začala se ze stromu řinout lidská krev. To je vylekalo natolik, že raději utekli. Ve skutečnosti se ale jednalo o tisovou mízu, která se na vzduchu barví rudě.
V 19. století lidé věřili, že až vzplane velká evropská válka, ochrání strom kraj až do vzdálenosti 12 hodin jízdy.

## Další zajímavosti
Posvátnému tisu byl věnován prostor v pořadu České televize Paměť stromů, konkrétně v dílu č. 14: Stromy pohádek a tajemných sil. Také jej ve svém díle zachytili akademický malíř Jaroslav Turek a J. Krčmářová.

## Památné a významné stromy v okolí
- Klen v Jamném